# Catacomb Hill
Catacomb Hill är en kulle i Antarktis. Den ligger i Östantarktis. Nya Zeeland gör anspråk på området. Toppen på Catacomb Hill är 1 430 meter över havet, eller 239 meter över den omgivande terrängen. Bredden vid basen är 1,7 km.
Terrängen runt Catacomb Hill är huvudsakligen lite bergig. Trakten är obefolkad. Det finns inga samhällen i närheten.